# Horizonte B textural
Horizonte B textural (sigla: Bt) é caracterizado como um horizonte mineral subsuperficial de textura no máximo franco-arenosa (contém menos de 70% de areia) e que possui uma maior porcentagem de argila do que o horizonte mineral acima dele, seja um horizonte A ou E, bem como pode ou não ser maior que o do horizonte C abaixo dele.

## Critérios
Para que um horizonte seja categorizado como  horizonte B textural é necessário a existência de uma maior percentagem de argila nele devido ao menos uma das seguintes causas: 
1. Fenômenos de iluviação; e/ou
2. Formação pedogenética no local; e/ou
3. Infiltração de argila ou argila+silte, ambos associados ou não com matéria orgânica; e/ou
4. Destruição ou perda da argila do horizonte superficial. Entretanto, um horizonte não é configurado como B textural quando seu maior teor de argila é resultado exclusivo da descontinuidade litológica do material originário.
Em adição, faz-se necessário que os seguintes critérios quanto à espessura também sejam atendidos:
5. Ter pelo menos 10% da soma das espessuras dos horizontes acima dele e no mínimo 7,5 cm; ou
6. Ter mais de 15 cm se a textura do horizonte E ou A for areia franca ou areia.
Ademais, um das exigências críticas para sua caracterização é a relação textural, que deve atender a estes requisitos:
7. Nos solos cujo horizonte A contém teor de argila maior que 400g/kg, a relação textural deve ser maior do que 1,50, ou seja, o horizonte B deve ter 50% a mais de argila do que o horizonte acima dele; ou
8. Nos solos cujo horizonte A contém teor de argila entre 150 e 400g/kg, a relação textural deve ser maior do que 1,70, ou seja, o horizonte B deve ter 70% a mais de argila do que o horizonte acima dele; ou
9. Nos solos cujo horizonte A contém teor de argila menor que 150g/kg, a relação textural deve ser maior do que 1,80, ou seja, o horizonte B deve ter 80% a mais de argila do que o horizonte acima dele.

## Descrição
A argila é de natureza coloidal, o que a torna suscetível de ser translocada junto com a água quando a percolação é expressiva. Ao serem depositadas em meio aquoso, as partículas de argilas tendem a repousar de modo aplanado com orientação paralela ao seu local de apoio, umas sobre as outras, devido ao seu formato laminar; dessa maneira, formam películas que revestem outras partículas minerais. Esse revestimento pelas argilas, ou também o revestimento semelhante feito por outros materiais coloidais inorgânicos, conferem ao solo um fenômeno chamado cerosidade, atributo também usado para diagnóstico do horizonte B textural.
Assim, a cerosidade é definida pela aparência lustrosa, de brilho graxo, ocorrente no preenchimento dos poros do solo ou sobre os agregados, causada pelo revestimento de materiais coloidais minerais.

## Galeria

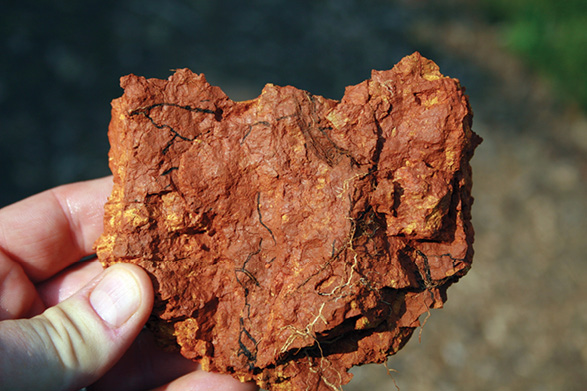
Cerosidade, película fina de argila revestindo um agregado (USDA)